# هواپیمایی ماهان
هواپیمایی ماهان شرکت هواپیمایی خصوصی ایرانی است و آشیانه اصلی این شرکت در شهر کرمان قرار دارد. این شرکت در سال ۱۳۷۱ در کرمان تأسیس گردید و نام ماهان ایر نیز برگرفته از ماهان شهری در ۳۵ کیلومتری کرمان است. سهام‌دار عمدهٔ این شرکت سهامی مولی‌الموحدین وابسته به سپاه پاسداران انقلاب اسلامی است. شرکت هواپیمایی ماهان هم‌اکنون ناوگانی متشکل از ۵۵ فروند هواپیمای مسافربری و باری را در اختیار دارد و روزانه به ۲۰ مقصد، در اروپا، آسیا و خاورمیانه، پروازهای مستقیم دارد. این شرکت هواپیمایی از سال ۲۰۱۱ به دلیل خدمات‌رسانی به سپاه پاسداران، تحت تحریم آمریکا، و از ۲۰۱۹ تحت تحریم اتحادیه اروپا و کشورهای بالتیک با ممنوعیت پرواز آلمان و فرانسه قرار دارد.

## تاریخچه
شرکت هواپیمایی ماهان، به مرکزیت شهر کرمان، از لحاظ ناوگان هوایی و مسافر حمل شده به عنوان بزرگ‌ترین شرکت هواپیمایی ایران به‌شمار می‌آید. این شرکت در سال ۱۳۷۱ با برخورداری از دو فروند هواپیمای مسافربری، تأسیس گردید. شرکت هواپیمایی ماهان خدمات رسانی خود را در سال ۱۳۷۲ با برقراری پرواز بین شهر کرمان و پایتخت ایران، تهران، آغاز نمود. شروع پروازهای بین‌المللی این شرکت به اواخر سال ۱۳۷۲ بر می‌گردد که طی آن پرواز تهران به مقصد دبی صورت پذیرفت.
در سال ۱۳۷۸ اولین هواپیمای ایرباس ای۳۰۰ به ناوگان هواپیمایی ماهان ملحق گردید و در سال ۱۳۷۹ به عضویت در انجمن بین‌المللی حمل‌ونقل هوایی (یاتا) پیوست. در سال ۱۳۸۰ شرکت، هواپیماهای پیشرفته ایرباس ای۳۱۰ را وارد کرد که باعث تقویت ناوگان و بالا رفتن توان شرکت جهت انجام پروازهای دوربرد به مسیرهای خاوردور گردید. در سال ۱۳۸۱ مقاصد جدید پروازی همچون دوسلدورف در آلمان، کلمبو در سری‌لانکا و دهلی در هند، به شبکه پروازی ماهان اضافه گردید. در سال ۱۳۸۳ مسیر بیرمنگام در انگلستان به عنوان دومین مقصد اروپایی هواپیمایی ماهان راه‌اندازی گردید.
در سال ۱۳۸۴ با ورود ۴ فروند ایرباس ای۳۲۰ (A-320) به ناوگان ماهان اضافه گردید و این شرکت به تنها شرکت هواپیمایی دارنده ناوگان مدرن در ایران تبدیل شد. شروع پروازهای ماهان به مقاصد منچستر و لاهور در پاکستان در سال ۱۳۸۵ آغاز گردید. در سال ۱۳۸۶ تعداد پروازهای دوبی به دو بار در روز افزایش و پرواز بانکوک نیز به صورت روزانه انجام شد. همچنین ۳ فروند هواپیمای مدرن بوئینگ ۷۴۷–۴۰۰ به ناوگان اضافه گردید.
در ادامه روند رو به رشد شرکت هواپیمایی ماهان، نوسازی ناوگان این شرکت از طریق افزودن هواپیماهای دور برد و پهن پیکر ایرباس ۳۴۰ که به تدریج از سال ۱۳۹۰ به ناوگان هوایی اضافه شدند، این شرکت موفق گردید تا ظرفیت جدیدی در مسیرهای پروازی موجود خود ایجاد کرده و در صدد توسعه مقاصد پروازی خود در سطح بین‌المللی باشد. .
در سال ۱۳۸۹ افتتاح پرواز مستقیم از تهران به آلماتی در قزاقستان انجام شد. برقراری پروازهای مستقیم بین تهران و شانگهای و همچنین اصفهان به استانبول در سال ۱۳۹۰ آغاز گردید. شرکت تعداد ناوگان در سال ۱۳۹۱ را به ۴۵ هواپیما افزایش داد که مقارن با افزایش پروازها به اربیل در کردستان عراق و آنکارا در ترکیه بود. در سال ۱۳۹۲ نیز پروازهای ماهان به کویت از طریق تهران و شیراز آغاز و همچنین پروازهای تهران-گوانگ‌ژو به سه پرواز در هفته افزایش یافت.

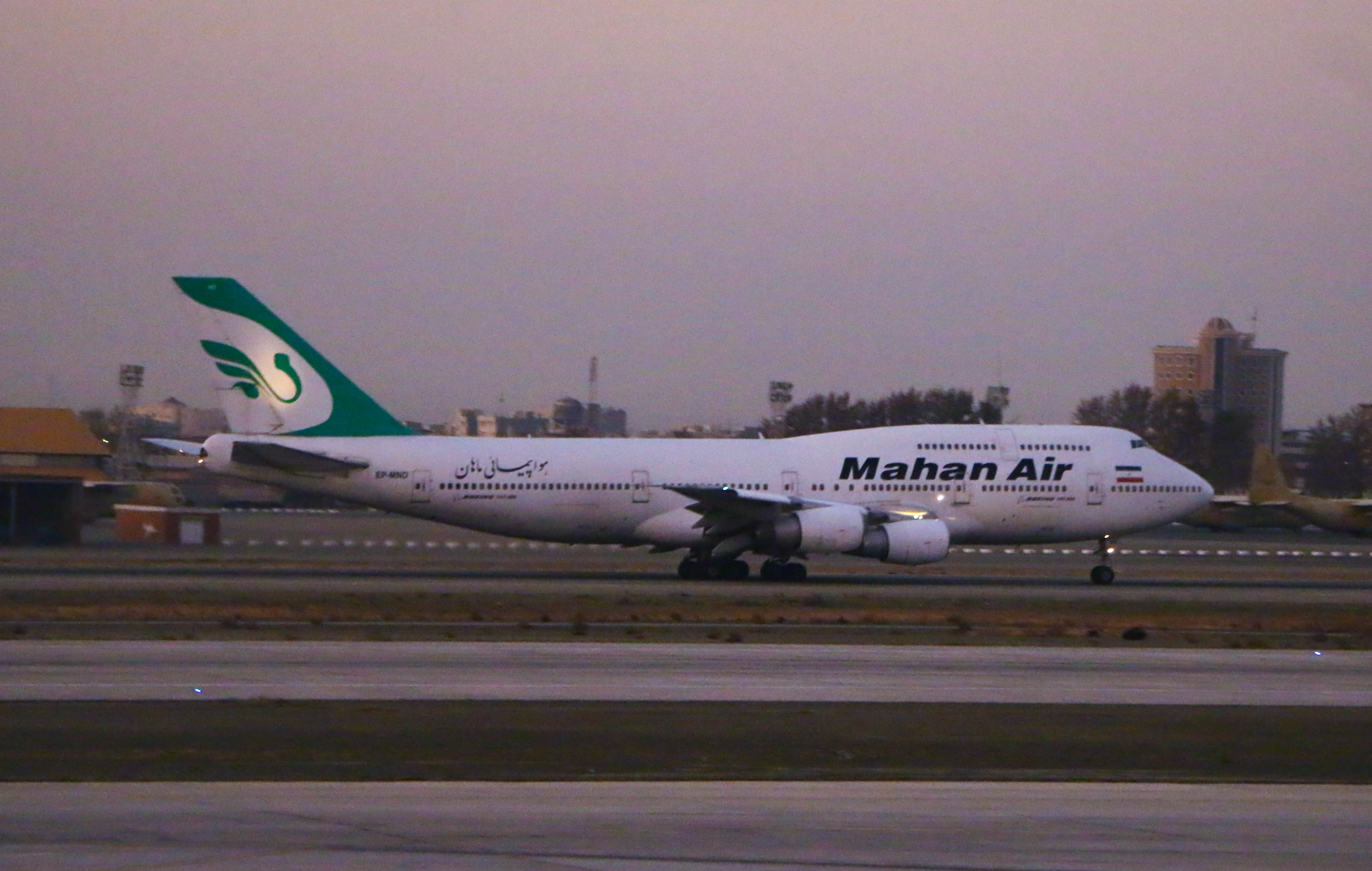
هواپیمای بویینگ۷۴۷–۳۰۰ شرکت ماهان در فرودگاه مهرآباد تهران

در حال حاضر این شرکت از تعداد ۶۰ فروند هواپیما جهت انجام پروازهای خود به ۲۴ مقصد بین‌المللی در اروپا، خاور دور و خاورمیانه (شامل شهرهایی همچون دوسلدورف، مونیخ، میلان، مسکو، کیف، پاریس، کپنهاگ، استانبول، آنکارا، شانگهای، گوانگژو، پکن، بانکوک، کوالالامپور، دهلی، دبی، آتن، آلماتی، ایروان، بغداد، نجف، بیروت، دمّام، دمشق، اربیل، جده، کابل، کویت، ...) بهره می‌برد.. همچنین شرکت هواپیمایی ماهان دارای شبکه پرواز گسترده داخلی به مقصد ۳۲ شهر می‌باشد.
در سال ۱۳۹۴ بیش از پنج میلیون و چهارصد هزار نفر مسافر توسط شرکت هواپیمایی ماهان جابجا شده‌اند که از این تعداد، نزدیک به دو میلیون و چهارصد هزار نفر در مسیرهای بین‌المللی پرواز داشته‌اند.
حسین مرعشی (پسرعموی عفت مرعشی، همسر اکبر هاشمی رفسنجانی و عضو هیئت مؤسس مؤسسه خیریه مولی‌الموحدین، سهام‌دار عمده هواپیمایی ماهان) در مصاحبه با شفاف در خصوص چگونگی راه‌اندازی ماهان ایر این چنین گفت: 
در دورانی که استاندار کرمان بودم متوجه کمبود امکانات هوایی شدم. یک روز در دفتر کار خودم نشسته بودم، که یکی از دوستان از دبی تماس گرفت و گفت یک آقای مصری به نام ابراهیم کامل، چهار هواپیما دارد و می‌خواهد در ایران شرکت هواپیمایی تأسیس کند و سؤال کرد آیا شما آمادگی دارید این کار را در کرمان انجام دهید و من هم بدون درنگ و تأمل موافقت خودم را اعلام کردم. فوری به رئیس فرودگاه کرمان دستور لازم را دادم و فردای آن روز در سالن فرودگاه ما با طرف مصری نشستیم و مذاکره کردیم و قرار گذاشتیم یک شرکت مشترک به صورت پنجاه پنجاه تشکیل دهیم، به شرط آنکه سهم ایران را او تأمین مالی کند و از ما طلبکار باشد تا از درآمد شرکت آن را بردارد. یک ربع بیشتر مذاکره طول نکشید و در نهایت هم به توافق رسیدیم.

بعد مطلع شدیم که دولت ایران در زمان شاه چند وام به دولت مصر داده بود که دولت مصر نتوانسته وام‌ها را به ایران بازپرداخت کند آقای کامل به ما گفتند اگر شما بتوانید موافقت طرف ایران را بگیرید من هم موافقت طرف مصر را می‌گیرم تا این هواپیماها را به جای طلب به ایران بدهیم. من فوراً با دکتر نواب در وزارت اقتصاد تماس گرفتم و ایشان هم موضوع طلب ایران از مصر را تأیید کرد. دکتر نواب قبول کرد به جای طلب ایران هواپیماها را از آقای کامل تحویل بگیریم. ایشان رفتند موافق دولت مصر را گرفتند ما هم اینجا به آقای دکتر نوربخش گزارش دادیم و آقای هاشمی را هم در جریان گذاشتم. در نهایت با استفاده از این امکان، مؤسسه خیریه مولی‌الموحدین هم مابه‌اِزای ریالی را به دولت پرداخت کرد…"
در سال ۱۳۹۵ پروازهای ماهان به کیف، کپنهاگ، پاریس، مسکو و افزایش پروازها در مسیرهای خاور دور را ه اندازی سیستم دریافت کارت پرواز اینترنتی از طریق سایت این شرکت آغاز شد.

## ارائه خدمات تعمیر و نگهداری هواپیما
در آوریل ۲۰۲۳، آئروفلوت، بزرگ‌ترین شرکت هواپیمایی روسیه، یک فروند هواپیمای پهن پیکر ایرباس ای۳۳۰–۳۰۰ را برای خدمات تعمیر و نگهداری هواپیما به ایران فرستاد. این هواپیما توسط تکنسین‌های ماهان ایر مورد بررسی فنی قرار گرفت.

## تحریم
هواپیمایی ماهان در تاریخ ۱۱ سپتامبر ۲۰۰۷ به دلیل نقص در مسائل ایمنی در فهرست سیاه اتحادیه اروپا قرار گرفت و پروازهای این شرکت به دوسلدورف و منچستر و دیگر مقاصد اروپایی لغو شد. نهایتاً اتحادیه اروپا در تاریخ ۲۴ ژوئیه ۲۰۰۸، تقریباً یک سال پس از آن‌که ماهان ایر را به خاطر «عدم رعایت استاندارهای ایمنی» در فهرست سیاه قرار داده بود، نام این شرکت را از این فهرست خارج کرد.
در ۲۱ مارس ۲۰۰۸، وزارت بازرگانی آمریکا چندین شرکت را به‌خاطر فروش ۳ فروند هواپیمای ساخت آمریکا به ماهان ایر، به مدت شش ماه از برخورداری از امتیازات تجاری دولت آمریکا محروم کرد. هواپیمایی ماهان در ۱۲ اکتبر ۲۰۱۱ از سوی ایالات متحده آمریکا به اتهام حمل مخفیانهٔ اسلحه و کمک به سپاه پاسداران انقلاب اسلامی و نفرات از جمله برای شرکت در جنگ داخلی سوریه تحریم شد.
هواپیمایی ماهان در سال ۲۰۱۵ بادور زدن تحریم‌ها ۹ فروند ایرباس را به ناوگان خطوط هوایی‌اش اضافه کرد. مقام‌های ایالات متحده تهدید کردند که به‌دلیل نقض تحریم‌های آمریکا، این هواپیماها به محض خروج از کشور مصادره یا پرواز آن‌ها ممنوع خواهد شد. در واکنش به این اتفاق علیرضا جهانگیریان رئیس سازمان هواپیمایی ایران بیانات طرف آمریکایی را مغایر با قوانین بین‌المللی دانست و گفت: «تا زمانی که مجوز پروازها صادر نشده و در این زمینه کارشکنی صورت نگرفته است، نمی‌توان اظهارنظر قطعی کرد، ولی در صورت پیش آمدن چنین شرایطی ایران از طریق قوانین بین‌المللی اقدام خواهد کرد».
در فوریهٔ ۲۰۱۹ یک مقام ارشد دولت آلمان به خبرگزاری رویترز گفت که به دلیل مسائل امنیتی و تردید نسبت به استفاده از هواپیمایی ماهان برای مقاصد نظامی، مجوز این شرکت برای فعالیت در آلمان لغو شده است.
خبرگزاری فرانسه در مارس ۲۰۱۹ از لغو پروازهای شرکت ماهان به مقصد فرانسه از ابتدای آوریل ۲۰۱۹ خبر داد که وزارت خارجه فرانسه نیز این خبر را تأیید کرد. تیم امور خدمات شرکت ماهان به خبرگزاری فرانسه گفت که «این اقدام به دلیل تحریم‌های وضع شده علیه ایران انجام شده است.»
اتحادیه اروپا سه شرکت هواپیمایی ایرانی شامل ایران ایر، ماهان ایر و ساها ایرلاینز را در فهرست تحریم‌های خود قرار داد. این شرکت‌ها مسئول انتقال و تأمین پهپادهای ساخت ایران در جنگ روسیه علیه اوکراین هستند.

## مقصدهای پروازی
هواپیمایی ماهان به حدود ۳۰ مقصد داخلی و ۲۵ مقصد بین‌المللی در خاورمیانه، خاور دور و اروپا پرواز انجام می‌دهد.

### مقصدهای بین‌المللی
- استانبول
- دبی
- مسکو (فرودگاه شرمتیو)
- مسکو (فرودگاه ونوکوا)
- سنپترزبورگ (فصلی)
- آنکارا
- دهلی
- لاهور
- کابل
- گوانگژو
- شنزن
- شانگهای
- پکن
- بانکوک
- پوکت
- بغداد
- سلیمانیه
- اربیل
- کرکوک
- مینسک (فصلی)
- بیروت
- کوالالامپور
- تهران (امام خمینی)
- بلگراد
- گروزنی

### مقصدهای داخلی
- کرمان
- مشهد
- اصفهان
- تبریز
- اردبیل
- ارومیه
- زنجان
- ایلام
- خرم‌آباد
- شهرکرد
- اهواز
- شیراز
- گچساران
- یاسوج
- کیش
- بندرعباس
- بندرجاسک
- عسلویه
- چابهار
- ایرانشهر
- زابل
- زاهدان
- جیرفت
- بیرجند
- کرمانشاه
- طبس
- تهران (مهرآباد)

## کلاس‌های پروازی
کلاس‌های پروازی ماهان بسته به پرواز داخلی یا خارجی بودنشان، اندک تفاوت‌هایی با یکدیگر دارند. موارد اشتراک بین کلاس پروازی تجاری داخلی با تجاری خارجی، زیاد است و در اکثر خدمات پروازی با هم مشترک هستند اما در موارد مشخصی مثل امکان پخش DVD/MP3 شخصی در کلاس تجاری پروازهای خارجی که در پروازهای داخلی این کلاس پروازی در ماهان در نظر گرفته نشده است، متفاوت هستند.

## ناوگان

### ناوگان کنونی
ناوگان کنونی هواپیمایی ماهان به شرح زیر است:
| هواپیما              | تعداد | تعداد   | ظرفیت مسافر | ظرفیت مسافر | ظرفیت مسافر | توضیحات | تصویر    |
| هواپیما              | فعال  | غیرفعال | B           | E           | کل          | | تصویر    |
| -------------------- | ----- | ------- | ----------- | ----------- | ----------- | --- | -------- |
| بوئینگ ۷۴۷–۴۰۰       | ۱_    | ۲       | ۲۶          | ۴۳۴         | ۴۶۰         | برای پروازهای داخلی |          |
| بوئینگ ۷۴۷–۳۰۰       |       | _۱      | ۲۶          | ۴۳۴         | ۴۶۰         | برای پروازهای داخلی یک فروند به هواپیمایی امتراسور کارگو فروخته شد.                                                                 |          |
| بوئینگ ۷۷۷–۲۰۰ ای آر | ۵     | _       | ۲۴          | ۳۹۱         | ۴۱۵         | در تیرماه ۱۴۰۴ وارد ایران شدند اما هنوز رجیستر ایرانی دریافت نکرده‌اند.                                                              |          |
| ایرباس ای۳۴۰–۶۰۰     | ۵     | _       | ۴۵          | ۲۶۳         | ۳۰۸         | برای پروازهای خارجی سه فروند به کونویاسا فروخته شد.                                                                                 |          |
| ایرباس ای۳۴۰–۳۰۰     | ۹     | _       | ۳۰          | ۲۶۱–۲۶۹     | ۲۹۱–۲۹۹     | برای پروازهای خارجی و داخلی |          |
| ایرباس ای۳۴۰–۲۰۰     | ۱     | _       | ۳۰          | ۲۶۱–۲۶۹     | ۲۹۱–۲۹۹     | برای پروازهای خارجی و داخلی |          |
| ایرباس ای۳۰۰–۶۰۰     | _۱    | ۱       | ۲۴          | ۲۵۶         | ۲۸۰         | برای پروازهای داخلی ۴ فروند به هواپیمایی ایران ایرتور فروخته شد.                                                                    |          |
| ایرباس ای۳۱۰–۳۰۰     | _     | ۳       | ۱۲–۲۴       | ۱۹۰–۱۶۴     | ۲۰۲–۱۸۸     | برای پروازهای داخلی و خارجی دو فروند به هواپیمایی ایران ایرتور، دو فروند به هواپیمایی آریانا و یک فروند به هواپیمایی یزد فروخته شد. |          |
| بی‌ای‌ئی ۱۴۶           | ۸     | ۶       | ۱۰۰         | -           | ۱۰۰         | برای پروازهای داخلی دو فروند به هواپیمایی یزد فروخته شد.                                                                            |          |
| فوکر ۵۰              | ۱     | _       |             |             | ۵۰          | برای پروازهای منطقه ای جنوب و شرق ایران خریداری شده از قشم ایر                                                                      |          |
| مجموع                | ۲۶    | ۱۲      | مجموع:۳۷    | مجموع:۳۷    | مجموع:۳۷    | مجموع:۳۷ | مجموع:۳۷ |

گفته می‌شود ماهان‌ایر به کمک دور زدن تحریم‌ها دو فروند بوئینگ ۷۴۷–۴۰۰ دیگر در آشیانه دارد ولی به دلیل تحریم این هواپیماها توسط. ایالات متحده آمریکا پرواز نمی‌کنند. همچنین چهار فروند از هواپیماهای ایرباس ای۳۰۰–۶۰۰آر این شرکت به هواپیمایی ایران ایرتور فروخته شدند.
این شرکت پس از لوفت‌هانزا پر استفاده‌ترین شرکتی است که از ایرباس ای۳۴۰ استفاده می‌کند با ۱۲ فروند.

### ناوگان پیشین

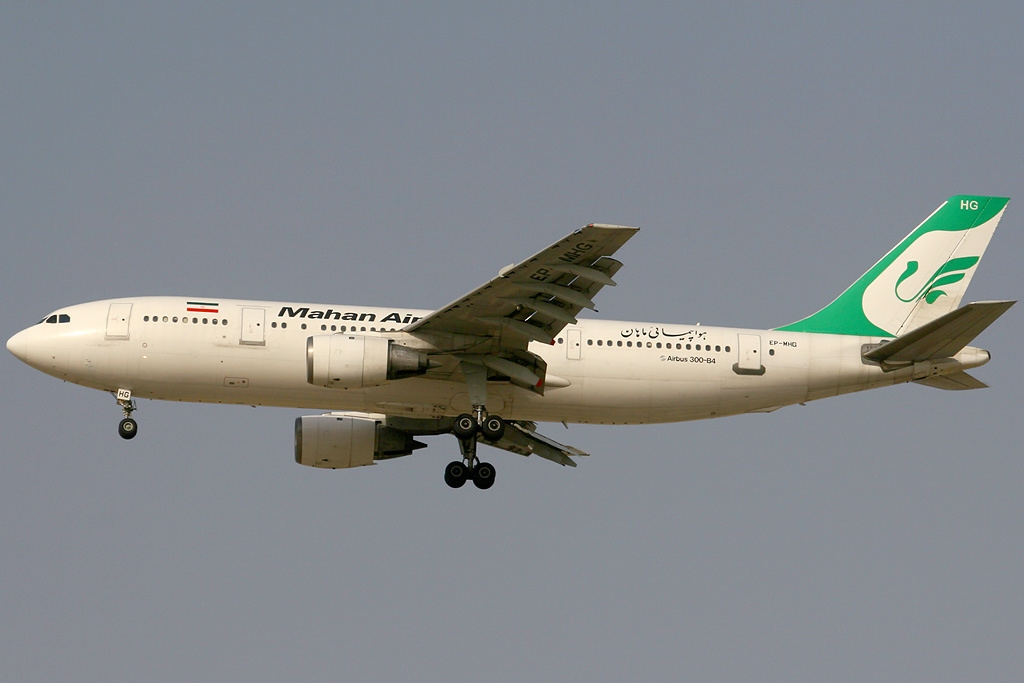
یک فروند ایرباس ای۳۰۰بی۴–۲۰۰ سابق متعلق به هواپیمایی ماهان.

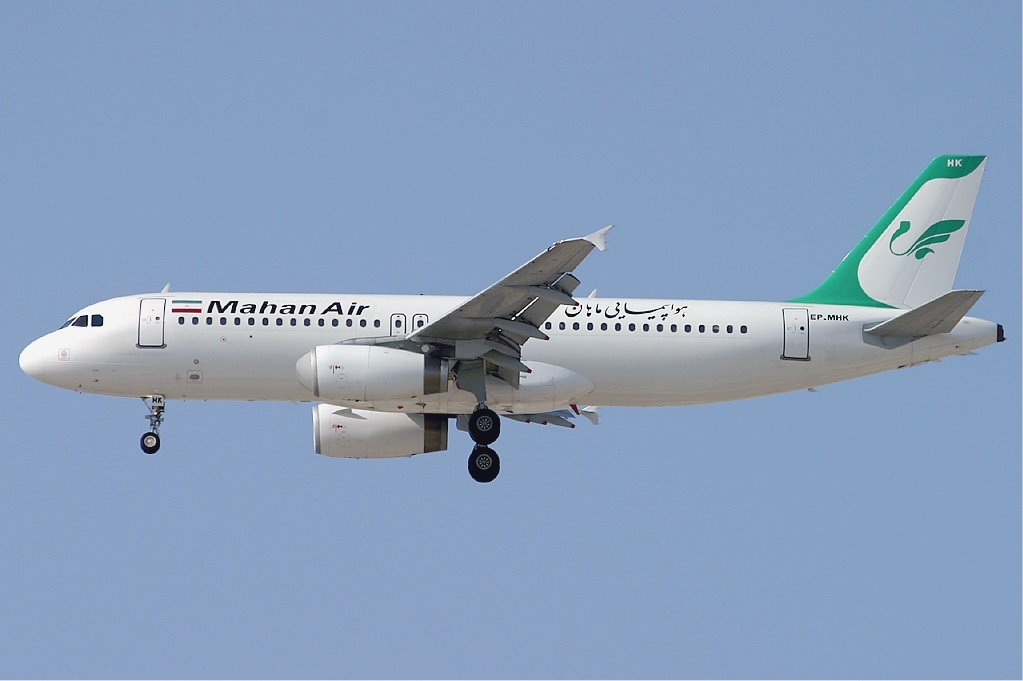
یک فروند خانواده ایرباس ای۳۲۰ سابق متعلق به هواپیمایی ماهان.

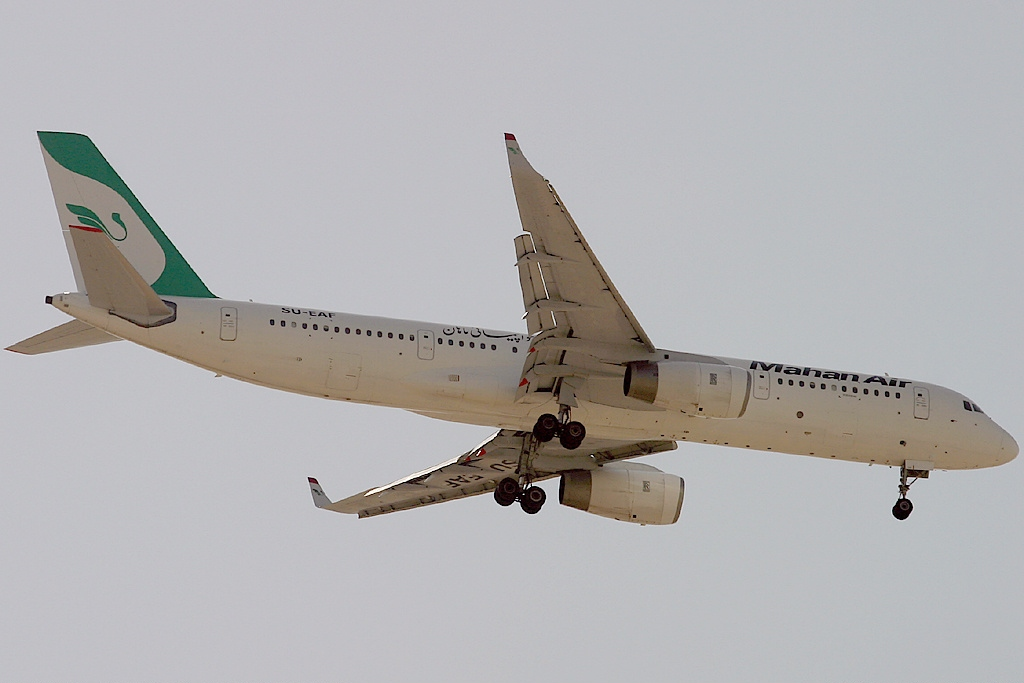
توپولوف۲۰۴ اجاره ای هواپیمایی ماهان

در سال‌های گذشته، ماهان از ناوگان زیر استفاده می‌کرد که اکنون همگی بازنشسته شده‌اند:

## حوادث و سوانح
- در ۱۷ اسفند ۱۳۸۳ پرواز ایرباس A310 که از بانکوک به مقصد تهران پرواز کرده بود، پس از فرود در باند فرودگاه مهرآباد به سمت چپ باند منحرف شد. در این حادثه به هیچ‌یک از ۹۱ سرنشین هواپیما آسیبی نرسید، اما به هواپیما خساراتی وارد شد.[۳۶]
- در ۱۵ مهر ۱۳۹۱ پرواز بندرعباس- تهران این شرکت پس از پرواز به علت نقص فنی در سیستم تنظیم فشارهوا مجبور به بازگشت به بندرعباس شد.[۳۷]
- در ۹ مهر ۱۳۹۲، پرواز مشهد - تهران این شرکت به دلیل نقص فنی و مشاهده شدن دود در بال هواپیما مجبور به بازگشت و فرود در فرودگاه شهید هاشمی‌نژاد مشهد شد.[۳۸][۳۹]
- در ۲۵ فروردین ۱۳۹۳، هواپیمای ایرباس شرکت ماهان که از تهران عازم بانکوک بود پس از ۴۵ دقیقه به دلیل نقص فنی به تهران بازگشت.[۴۰]
- در ۵ خرداد ۱۳۹۳، پرواز شماره ۱۰۳۹ که از تهران به مقصد رفسنجان در حال پرواز بود به علت نقص فنی در فرودگاه کرمان فرود اضطراری انجام داد.[۴۱]
- در ۱۸ خرداد ۱۳۹۳، پرواز تهران - قشم با نزدیک شدن به فرودگاه قشم اعلام کرد که به دلیل نقص فنی در سیستم هیدرولیک امکان ادامه پرواز را ندارد و باید به فرودگاه مهرآباد بازگردد.[۴۲]
- در ۱۳ شهریور ۱۳۹۳، پرواز ۱۰۳۷ تهران - مشهد این شرکت که با هواپیمای ایرباس ای ۳۰۰ سری ۶۰۰ انجام می‌گرفت پس از چند دقیقه به علت نقص فنی مجبور به بازگشت و فرود در فرودگاه مهرآباد شد.[۴۳]
- در ۲۱ دی ۱۳۹۳، پرواز زابل - تهران که حسن قاضی زاده هاشمی وزیر بهداشت وقت نیز از مسافرانش بود، در هنگام برخاستن به دلیل از کار افتادن یکی از موتورهای هواپیما مجدداً در فرودگاه زابل به زمین نشست.[۴۴]
- در ۲۳ خرداد ۱۳۹۴، یک فروند هواپیمای ایرباس در فرودگاه بین‌المللی بیروت دچار دچار نقص و ترکیدگی شد که با اقدام به موقع از رخ دادن حادثه جلوگیری به عمل آمد.[۴۵]
- در ۲۸ تیر ۱۳۹۴، هواپیمای بوئینگ ۷۴۷ هواپیمایی ماهان که تهران را به مقصد مشهد ترک کرده بود، پس از حدود ۱۵ دقیقه پرواز به دلیل نقص فنی مجبور به بازگشت به تهران و فرود اضطراری در فرودگاه مهرآباد شد.[۴۶]
- در ۲۳ مهر ۱۳۹۴، یک فروند هواپیمای بوئینگ ۷۴۷ ماهان با ۴۲۶ سرنشین که از تهران عازم بندرعباس بود دقایقی پس از پرواز به علت نقص فنی در موتور شماره ۳ هواپیما و جدا شدن قطعاتی از موتور مجبور به بازگشت و فرود اضطراری در مهرآباد می‌شود. در این حادثه به کسی آسیب نرسید. در پی این حادثه مدیرکل دفتر ایمنی و مهندسی سوانح سازمان هواپیمایی کشوری از تشکیل کمیته بررسی علل نقص فنی در این پرواز خبر داد.[۴۷]
- در ۲۴ آذر ۱۳۹۴، یک فروند هواپیمای ماهان که تهران را به مقصد مشهد ترک کرده بود، پس از ۱۵ دقیقه به دلیل بسته نشدن چرخ‌ها، به تهران بازگشت و مجبور به فرود اضطراری در مهرآباد شد.[۴۸]
- در ۳ دی ۱۳۹۴، یک هواپیمای ایرباس ۳۱۰ شرکت ایرانی ماهان که از فرودگاه بین‌المللی امام خمینی عازم استانبول بود در فرودگاه بین‌المللی آتاترک، در ترکیه، پس از فرود به دلیل درست کار نکردن سیستم هیدرولیک ترمز با خارج شدن از باند فرودگاه با گارد ریل فرودگاه برخورد کرد. در این حادثه به کسی آسیب نرسید.[۴۹]
- در ۳۰ خرداد ۱۳۹۵، یک فروند هواپیمای بی‌ای‌ئی ۱۴۶- آرجی۱۰۰ پس از فرود در باند فرودگاه خارک به علت وزش باد شدید پشت، حدود ۲۰ متر از انتهای باند فرودگاه خارج شده و چرغ دماغه آن شکسته شد. خوشبختانه در این حادثه به هیچ‌یک از ۸۸ مسافر و خدمه پرواز آسیبی نرسید.[۵۰]
- در ۲۳ تیر ۱۳۹۵، پرواز مسیر تهران به اهواز پس از برخاستن از فرودگاه مهرآباد و طی حدود ۱۰ دقیقه از مسیر به دلیل نقص فنی مجبور به بازگشت به فرودگاه مهرآباد شد.[۵۱]
- در ۶ مرداد ۱۳۹۵، پرواز مسیر مشهد - کیش پس از برخاستن به دلیل نقص فنی به ناچار از میانه مسیر به فرودگاه مشهد بازگشت.[۵۲]
- در ۶ مهر ۱۳۹۵، ساعت ۶:۴۵ صبح، یک فروند هواپیمای ایرباس ای۳۴۰ متعلق به شرکت هواپیمایی ماهان و یک فروند ایرباس ای۳۱۰ متعلق به شرکت هواپیمایی جمهوری اسلامی ایران «هما» که به ترتیب عازم مونیخ و لندن بودند هنگام جابه جایی در فرودگاه بین‌المللی امام خمینی از ناحیه دم به یکدیگر برخورد کردند. در این برخورد کسی صدمه ندید و مسافران با هواپیماهای جایگزین عازم مقصد شدند.[۵۳]
- در ۱۱ دی ۱۳۹۵، هواپیمای مسیر تهران - دبی کمی بعد از پرواز به علت نقص در سیستم ناوبری هواپیما مجبور به فرود اضطراری در فرودگاه شیراز شد. پس از رفع نقص ۴۳ نفر از مسافران حاضر به سوار شدن مجدد به هواپیما نشدند و هواپیما با ۱۳۰ مسافر از شیراز به دبی پرواز کرد.[۵۴][۵۵]
- در ۲۲ دی ۱۳۹۵، هواپیمای مسیر تهران -کرمان حدود ۲۰ دقیقه بعد از بلند شدن به دلیل آتش گرفتن موتور سمت راست مجبور به بازگشت و فرود اضطراری در فرودگاه مهرآباد شد. در این حادثه به کسی آسیبی نرسید.[۵۶]
- ۲۶ اسفند ۱۳۹۶، یک فروند هواپیمای RJ100 – BAE 146 شرکت هواپیمایی ماهان به شماره پرواز ۱۰۸۵ در مسیر زابل به ایرانشهر دچار نقص فنی در موتور شماره ۳ شد که با اعلام شرایط اضطراری، در فرودگاه زاهدان به زمین نشست.[۵۷]
- ۱۲ مرداد ۱۳۹۷ پرواز شماره ۱۰۴۳ هواپیمایی ماهان که قرار بود با هواپیما ایرباس A310 تهران را به مقصد کیش ترک کند، به دلیل نقص فنی در استارت موتور شماره یک با دو ساعت ونیم تأخیر به سمت فرودگاه جزیره کیش پرواز کرد. هنگامی‌که هواپیما در نزدیکی جزیره کیش بود به یکباره ارتفاع به طرز شدیدی کم شد که باعث ترس و وحشت مسافران شده بود. مسافران این پرواز قصد سوار شدن در این هواپیما را نداشتند اما با توضیحات سرمهماندار و مسئول پرواز راضی به سوار شدن در این هواپیما شدند و همگی به سلامت به جزیره کیش رسیدند.
- در 24 مهر 1403 RJ100 هواپیمایی ماهان از مقصد فرودگاه امام خمینی به مقصد فرودگاه گروزنی، در فاز تقرب نهایی به جای باند کلیر شده توسط کنترلر فرودگاه به دلیل دید کم ناگهان تغییر مسیر به سمت باند در حال ساخت میدهد و در باند مذکور با ایمنی فرود می آید.

## پرواز به چین و گسترش کرونا
بهرام پارسایی، نماینده شیراز در مجلس شورای اسلامی و سخنگوی کمیسیون اصل ۹۰، به ایسنا گفت: «منفعت طلبی یک ایرلاین داخلی یا سیاست‌های غلط سازمان هواپیمایی و همچنین جدی نگرفتن هشدارهای سازمان بهداشت جهانی باعث شد ویروس کرونا به ایران هم بیاید.» تصاویر منتشره نشان می‌داد که علیرغم ممنوعیت پرواز به چین، پروازهای هواپیمایی ماهان، به چین انجام می‌شود.
در سال ۱۳۹۸ همزمان با شیوع گسترده بیماری کروناویروس ۲۰۱۹ در سراسر جهان، شرکت ماهان متهم است که علی‌رغم دستورهای رسیده از سوی وزارت بهداشت ایران و تنها در پی سود جویی، پروازهایش به چین را همچنان ادامه داده و منجر به شیوع به شدت چشمگیر این بیماری در ایران شده است. با وجود آنکه کشور چین، هیچ درخواستی برای کمک‌های بشردوستانه، در پی همه‌گیری این بیماری نداشته است، ماهان اما، پروازهای خود را باری و به منظور کمک‌های انسان دوستانه خوانده است.
به دلیل شیوع ویروس کرونا در چین، دولت ایران روز ۱۱ بهمن اعلام کرد که پروازهای بین دو کشور متوقف شده است، با این حال این پروازها از تهران به چهار شهر چین مطابق برنامه از پیش تعیین‌شده انجام شد.
هواپیمایی ماهان روز پنجم اسفند ۹۸ در یک پست اینستاگرامی برای «تنویر افکار عمومی» نوشته که آخرین پروازهایش به چین در روزهای ۱۵ و ۱۶ بهمن انجام شده است.
با این حال بررسی‌هانشان می‌داد که شرکت هواپیمایی ماهان از ۱۶ بهمن تا چهارم اسفند، همچنان به چهار شهر پکن، شانگهای، گوانگ‌ژو و شنژن به صورت رفت‌وبرگشت پرواز داشته است. این شرکت در این فاصله دستکم ۵۵ پرواز به صورت رفت‌وبرگشت با چین انجام داده است.

### پروازهای تهران- پکن
هواپیمایی ماهان در این دوره ۱۰ پرواز از فرودگاه امام خمینی به پکن و از پکن نیز ۸ پرواز به تهران انجام داد.
شماره این پروازها که بر اساس نمودارهای وبسایت «فلایت رادار ۲۴» W578 و W579 بود با اطلاعات پروازی شرکت ماهان در سایت انگلیسی آن، همخوانی دارد. این شرکت در سایت فارسی خود اطلاعات پروازی به مقصد چین را منتشر نکرد.
در تمام این ۱۸ روز، پروازهای ماهان هر هفته غروب روزهای یکشنبه، سه‌شنبه و جمعه از تهران انجام شده و بامداد روز بعد در فرودگاه پکن به زمین نشسته است. پروازهای ماهان از پکن نیز هنگام بامداد به وقت محلی انجام شد.
هواپیماهای مورد استفاده در این مسیر نیز ایرباس‌های مدل ۳۱۰ و ۳۴۳ بود.

### پروازهای تهران- شانگهای
هواپیمایی ماهان در فاصله روزهای ۱۶ بهمن تا چهارم اسفند نیز از تهران به پرجمعیت‌ترین شهر چین یعنی شانگهای، ۱۴ پرواز انجام داده که آخرین آن بامداد دوشنبه در فرودگاه این شهر به زمین نشست.
پروازها از مبدأ شانگهای به فرودگاه امام خمینی تهران نیز ۱۲ مورد بوده که تمامی آنها با هواپیماهای ایرباس انجام شد.

### پروازهای تهران- شنژن
شرکت هواپیمایی ماهان در این مدت نیز پنج پرواز از تهران به شنژن در جنوب چین انجام داده است. بر اساس گزارش وبسایت فلایت رادار ۲۴، پروازهای برگشت از این شهر به فرودگاه امام خمینی تهران نیز چهار مورد بود.

### پروازهای تهران- گوانگ‌ژو
در این ۱۸ روز، پروازهای هواپیمایی ماهان از تهران به گوانگ‌ژو پنج مورد و پروازهای بالعکس نیز همین تعداد بود.

## برند هواپیمایی ماهان
برند هواپیمایی ماهان در سال ۱۳۹۲ در دهمین جشنواره ملی قهرمانان صنعت ایران به عنوان یکی از ۱۰۰ برند برتر ایران شناخته شد. این برند از انواع لیگچر است که حروف کلمه «ماهان» را به صورت یک پرنده به تصویر کشیده است.

### شرکت بیمه ماهان
هواپیمایی ماهان در سال ۱۳۹۶ وارد صنعت بیمه شد و بیمه ماهان را افتتاح نمود.